# ۱۹۱۷ (فیلم ۱۹۶۸)
۱۹۱۷ (انگلیسی: 1917) یک فیلم است که در سال ۱۹۶۸ منتشر شد.